# بيتاينون ب
بيتاينون ب هو مستقلب ثانوي مُستخرج من فطر عفن البنجر البليوسبوري، وهو أحد مسببات الأمراض النباتية. وقد ثبت أن خصائص مُركبات البيتاينون ب السامة للنبات تسبب ظهور بقع تتميز باللون الأسود على أوراق بنجر السكر. تحتوي هذه البقع على بوغيات البيسنيديات التي تُشكلّ في النبات دوائر متّحدة المركز تؤدي في النهاية إلى نخر أنسجة أوراق النبات.
ثبت أن مُركّب بيتاينون ب من بين السموم النباتية السبعة المُستخرجة من البقع الفطرية في أوراق نبات بنجر السكر يحتوي على أقل كمية من السموم النباتية، حيث تُساهم سمية المُركّب في 8٪ فقط من عمليات تثبيط نمو النبات، بينما يساهم مُركّب البيتاينون أ في 73٪ من عمليات تثبيط النوم، ويساهم البيتاينون ج في 89٪ من عمليات تثبيط نمو النبات. لذا لا يُعتبر مُركّب بيتاينون ب سامًا للنبات، ولكنه ينتج بقعاً على الأوراق عند وجوده بتركيزات عالية تتجاوز 0.33 ميكروغرام/ميكرولتر.
لا تزال آلية عمل مُركّب البيتاينون ب غير واضحة حتى الآن، فقط ما تم توضيحه هو الهيكل الأولي لمُركبات البيتاينونات أ، وب، وج، A و B و C بالإضافة إلى آلية التفسير الجزئي للتخليق الحيوي لتلك المواد، والتي كُشف عنها في ثلاث أوراق بحثية قصيرة نُشرت بين عامي 1983 و1988. أثبتت الدراسات أن مُركّب بيتاينون ج يثبّط تخليق البروتين والحمض النووي الريبوزي. كما وُجد أن هذه المُركبات تعمل على لتثبيط مجموعة متنوعة من كيناز البروتينات ممّا يشير إلى أنها من المحتمل أن تكون فعّالة في علاج السرطان.

## البنية الهيكلية
أكتشفت بنية مُركّب البيتاينون ب عن طريق التحليل الطيفي بالرنين المغناطيسي النووي، وقياسات التشتت الدوراني البصري. وتبيّن أنه يمكن تحويل مُركّب البيتاينون ب إلى البيتاينون أ عن طريق الأكسدة ثم تعريضه لقاعدة، ولكن حتى عام 1988 لم يكن أحداً قد نجح في تخليق المُركب اصطناعيّاً بشكل كامل.
كان أول تخليق انتقائي فراغي لأحد مُركبات البيتاينون ب في عام 1988 لأيونات مُركب 4 دي (3-هيدروكسيبروبيونيل) البيتانينون ب مكوّناً من 24 خطوة باستخدام 1.3-بوتادين كمادة ابتدائية، إلا أن هذا المنتج المخلق لم يُختبر نشاطه الحيوي، ولم يُنشر عنه أي عمل إضافي، كما لم تُخلق مزيد من مُركّبات البيتاينونات الأخرى منذ ذلك الحين.
اقترح دانيال برات وبول هوبكنز في عام 1988 طريقة لتجميع سلائف من مُركّب البيتاينون ب من ميثوكسي البنزينون و1.3 بوتادين من خلال تفاعل ديلز - ألدر وباستخدام كيمياء كليزن.

## التخليق الحيوي
أثار انخفاض السمية النباتية لمُركبات البيتاينون ب، ونقص أهميتها البيولوجية في فسيولوجيا الإنسان قدراً ضئيلاً إلى حد ما من الفضول والاهتمام بهذه المركبات، مما أدى إلى قلة الدراسات التي أجريت لتوضيح مسارات تخليق هذه المُركبات حيويّاً، وعدم وجود مراجع منشورة تقريباً حول هذا الموضوع منذ عام 1988.
من المعروف أن وحدات الكربون الأساسية للبيتاينون ب تُصنّع من حلال مسار تخليق البولي كيتيد، ثم تنشأ البنية الهيكلية للمُركب عن إضافة وحدتي كربون من خلال إضافة مجموعات الأسيتات من الأسيتيل المرافق للإنزيم-أ. ثمّ تُضاف مجموعات الميثيل الخمس من خلال مثيلة إس-أدينوسيل الميثيونين، على عكس دمج البروبيونات (بدلاً من الأسيتات) إلى المركب المتنامي أثناء التخليق الحيوي.
يحدث الانحلال الداخلي التالي من خلال تفاعل ديلز - ألدر المحفّز بواسطة إنزيم غير معروف، إذ تحدث أكسدة في المواضع 1 و2 و8 لم يتم التوصّل حتى الآن إلى آلية حدوثها، ولكن تبين أنها لا تنشأ عن مجموعة الأسيتات، تفترض بعد التفسيرات أن السيتوكروم بي-450 هو المسؤول عن الأكسدة في هذه المواضع الثلاثة، إذ أن تثبيطه ينتج مُركّب البروبيتينون 1، وهو الشكل غير المؤكسد من البيتاينون ب. 